# Teufelsblume
Die Teufelsblume oder Große Teufelsblume (Idolomantis diabolica) ist eine Insektenart aus der Ordnung der Fangschrecken (Mantodea). Der Vernakularname wurde wegen des pflanzen- bzw. blütenartigen Aussehens des Tieres gewählt. Diese äußerliche Anpassung dient der Tarnung. Die Art kommt in Ostafrika vor und ist der einzige Vertreter der Tribus Idolomantini und somit auch der Gattung Idolomantis.

## Merkmale

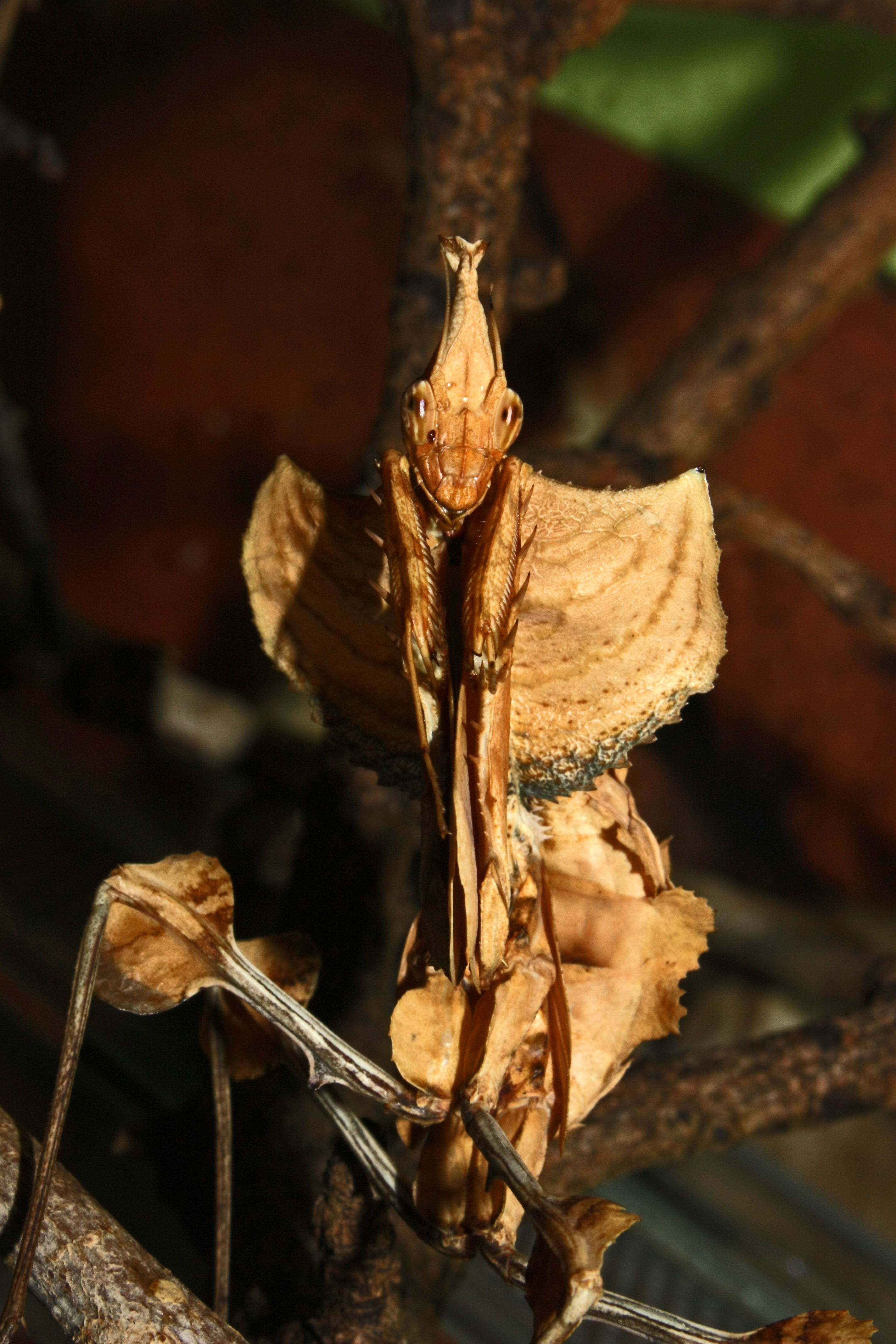
Frontalansicht eines subadulten Weibchens der Teufelsblume

Die Weibchen erreichen eine Körperlänge von rund 13 Zentimetern, manchmal sogar 14, die Männchen werden nur ca. 11 cm groß. Die Flügel sind bei beiden Geschlechtern gut ausgebildet, die Flügelspannweite reicht bei den Weibchen bis zu 16 Zentimetern. Im Ruhezustand reichen die Flügel bis zum Ende des Abdomens.
Die Art ist hellbraun oder grün gefärbt, der Farbton variiert teils erheblich. Die Larven sind in der Färbung schwarz- bis dunkelbraun. Das Pronotum (Vorderbrust) ist sehr lang und schlank, länger als die Coxen der Fangbeine. Diese besitzen große, blattförmige Loben, die eine wesentliche Rolle bei der Drohhaltung spielen. An den Femora der Vorderbeine sitzen lange Dornen, zwischen denen sich immer jeweils drei kurze Dornen befinden. Auch an den beiden hinteren Beinpaaren gibt es blattartige Fortsätze, die aus verbreiterten Duplikaturen der Cuticula bestehen. Der Vertex des Kopfes ist vor den Facettenaugen kegelförmig zugespitzt.
Die Weibchen sind größer und massiger als die Männchen und besitzen sechs oder sieben Segmente, die Männchen verfügen über acht Segmente.
Bereits ab dem Subadultstadium lassen sich Männchen und Weibchen anhand der Beschaffenheit ihrer Fühler deutlich voneinander unterscheiden. Die Fühler der Männchen sind doppelt gekämmt, während weibliche Tiere dünne, unverzweigte Antennen besitzen.

## Vorkommen
Das Verbreitungsgebiet der Art erstreckt sich über die ostafrikanischen Staaten Äthiopien, Somalia, Kenia, Malawi, Tansania und Uganda.

## Lebensweise

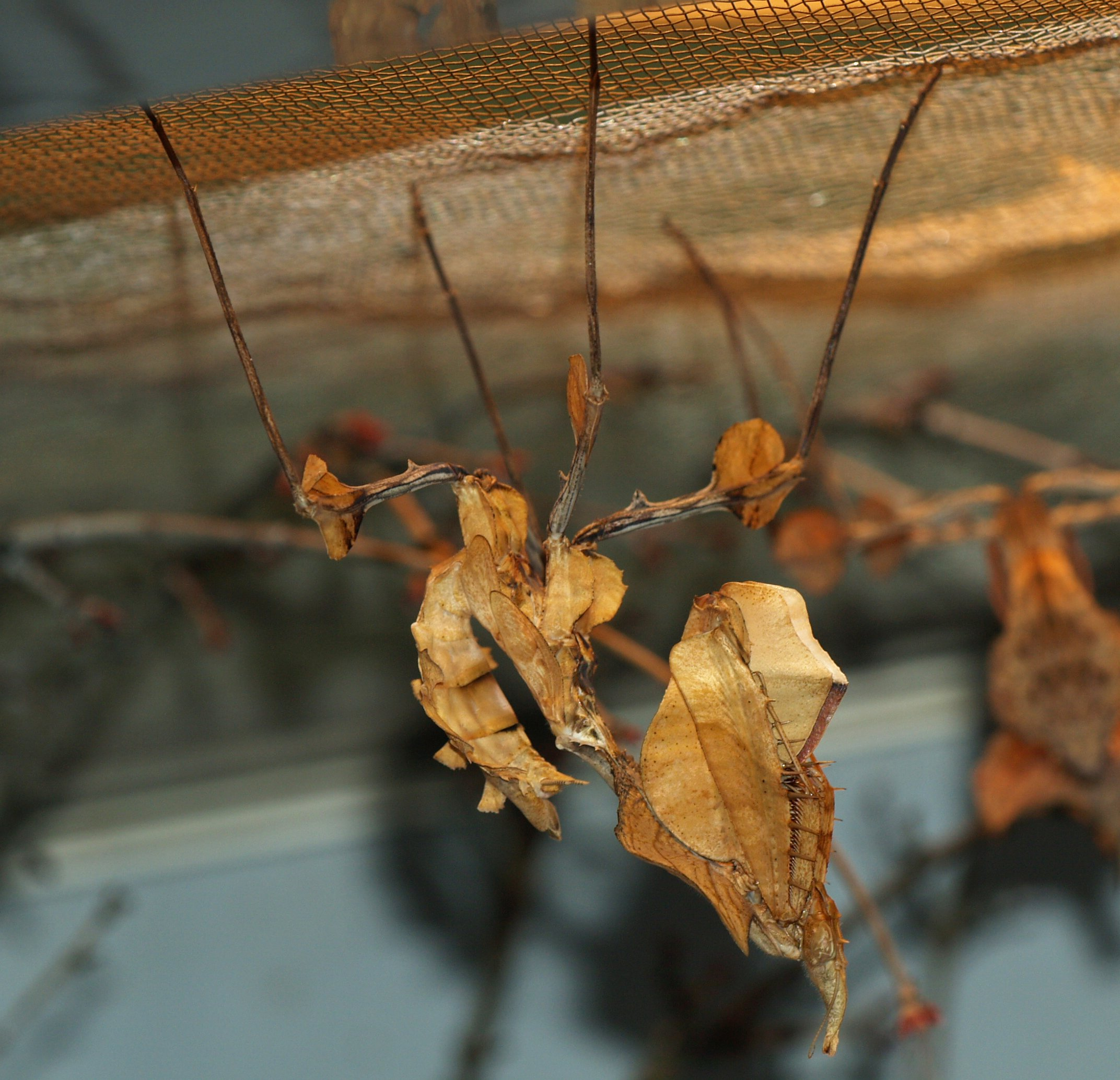
Nymphe von der Seite

Die Teufelsblumen sind tagaktive Lauerjäger. Ihr Aussehen, das Blätter imitiert, dient dabei der Tarnung. Wenn sich Lebewesen in Gestalt, Farbe und Haltung einem Teil ihres Lebensraumes anpassen, so dass sie für die optisch orientierten Mitbewohner dieses Lebensraumes nunmehr schwer wahrnehmbar sind, spricht man von Mimese. Diese Tarnung dient einerseits dem Schutz vor Fressfeinden, andererseits können potentielle Beutetiere den Lauerjäger in diesem Zustand nicht so ohne Weiteres lokalisieren.
Die Drohhaltung, bei der die Fangbeine gespreizt werden, so dass die Farben auf der Unterseite der blattförmigen Loben und auf dem Thorax zu sehen sind, wurde im 19. Jahrhundert von Forschern oft als Imitation einer Blüte interpretiert, die Insekten anlocken soll. Daher stammt auch der deutschsprachige Name Teufelsblume. Eine Anpassung, bei der Tiere durch Täuschung angelockt werden, wird Peckham’sche Mimikry genannt. Obwohl die Fühler farblich manchmal den Staubgefäßen ähneln und der nach vorne gezogene, kegelförmige Teil des Kopfes als ein dazwischen liegender Stempel einer Blüte angesehen werden könnte, wird heute vorwiegend die Ansicht vertreten, dass es sich bei den mimetischen Anpassungen der Teufelsblume nicht gleichzeitig um eine Form der Mimikry handelt.
Die Art ernährt sich von Fluginsekten, also von Fliegen, Schmetterlingen, Bienen, Wespen, Hummeln und Heuschrecken. Sie frisst keine Heimchen, die sonst im Terrarium oft zur Fütterung verwendet werden. Bei unzureichendem Nahrungsangebot kann es zu Problemen bei der Oothekbildung kommen.
Die Oothek ist weißlich bis cremefarben und von ovaler Form. Im ersten Larvenstadium erbeuten die Fangschrecken schon Goldfliegen, diese zählen auch im Adultstadium zu ihrer bevorzugten Nahrung. Die achte Häutung, nach rund sechs Monaten, wird als Reifehäutung bezeichnet. Nach dieser letzten Häutung wird das Tier geschlechtsreif. Danach lebt das Weibchen noch sechs bis acht Monate weiter, die Männchen sterben meist schon bald nach der Paarung.

## Systematik
Idolomantis diabolica wurde 1869 von Henri de Saussure als Idolum diabolica beschrieben. Shelford verwendete 1903 den Namen Idolum diabroticum. Dieser wurde 1934 von Beier als Synonym zu Idolum diabolica gestellt. 1940 stellte Boris Petrowitsch Uwarow die Art in die von ihm errichtete Gattung Idolomantis. Innerhalb der Unterfamilie Blepharodinae wird sie als einziger Vertreter der Tribus Idolomantini geführt.

## Haltung
Die Teufelsblume wird wegen ihrer Größe und ihrer Färbung auch als „Königin der Fangschrecken“ bezeichnet und ist in der Terraristik ein gefragtes Liebhabertier. Die Nachfrage nach diesen Mantiden ist dabei größer als das Angebot. Man kann sie bei ausreichender Größe des Terrariums nahezu problemlos in Gruppen halten. Als tropisches Insekt ist die Teufelsblume hohe Temperaturen gewohnt, eine hohe Luftfeuchtigkeit ist für die letzte Häutung und für erwachsene Tiere unabdingbar.

## Galerie

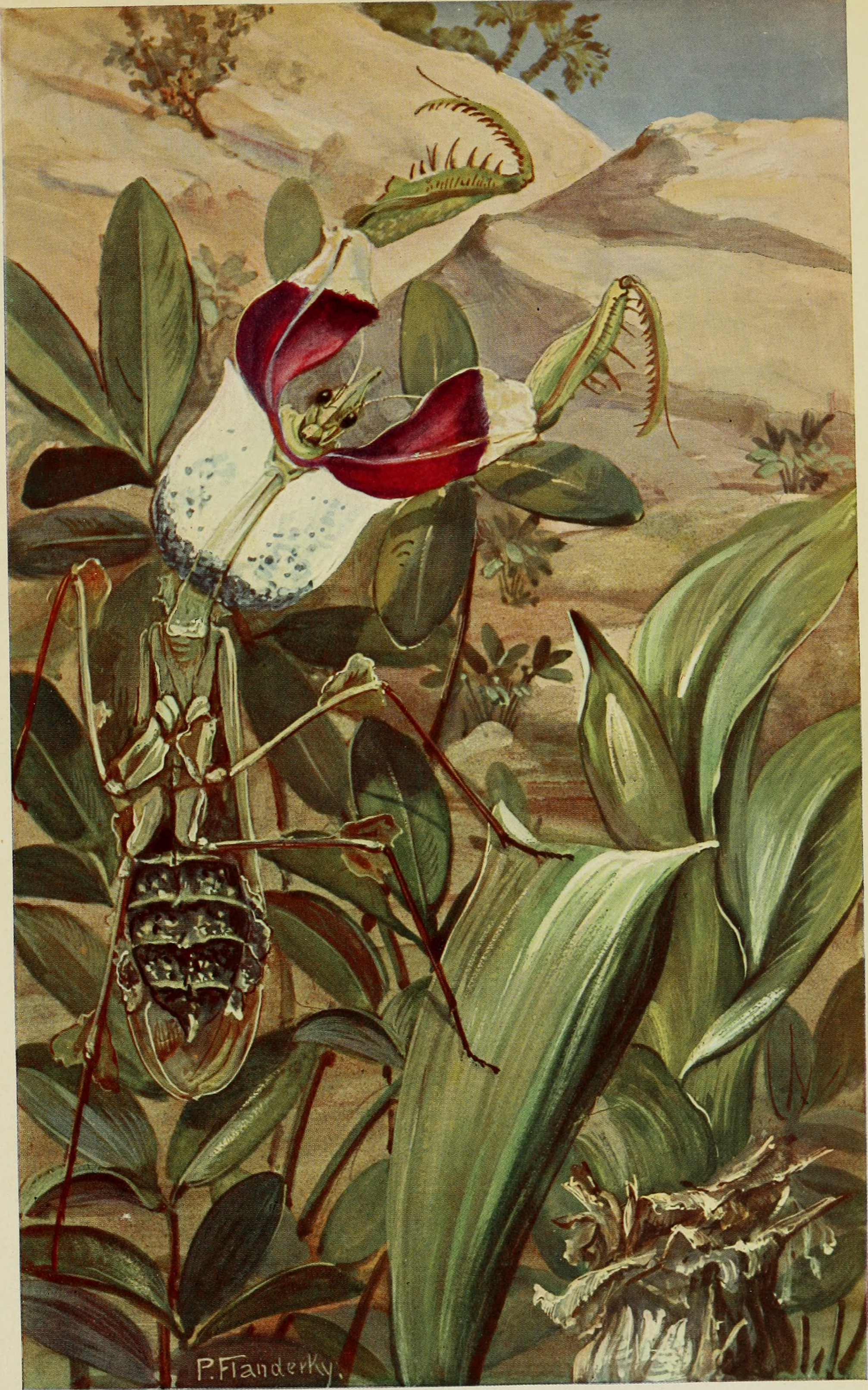
Illustration einer Drohgebärde der Teufelsblume aus einem Bericht der Senckenbergischen Naturforschenden Gesellschaft in Frankfurt am Main
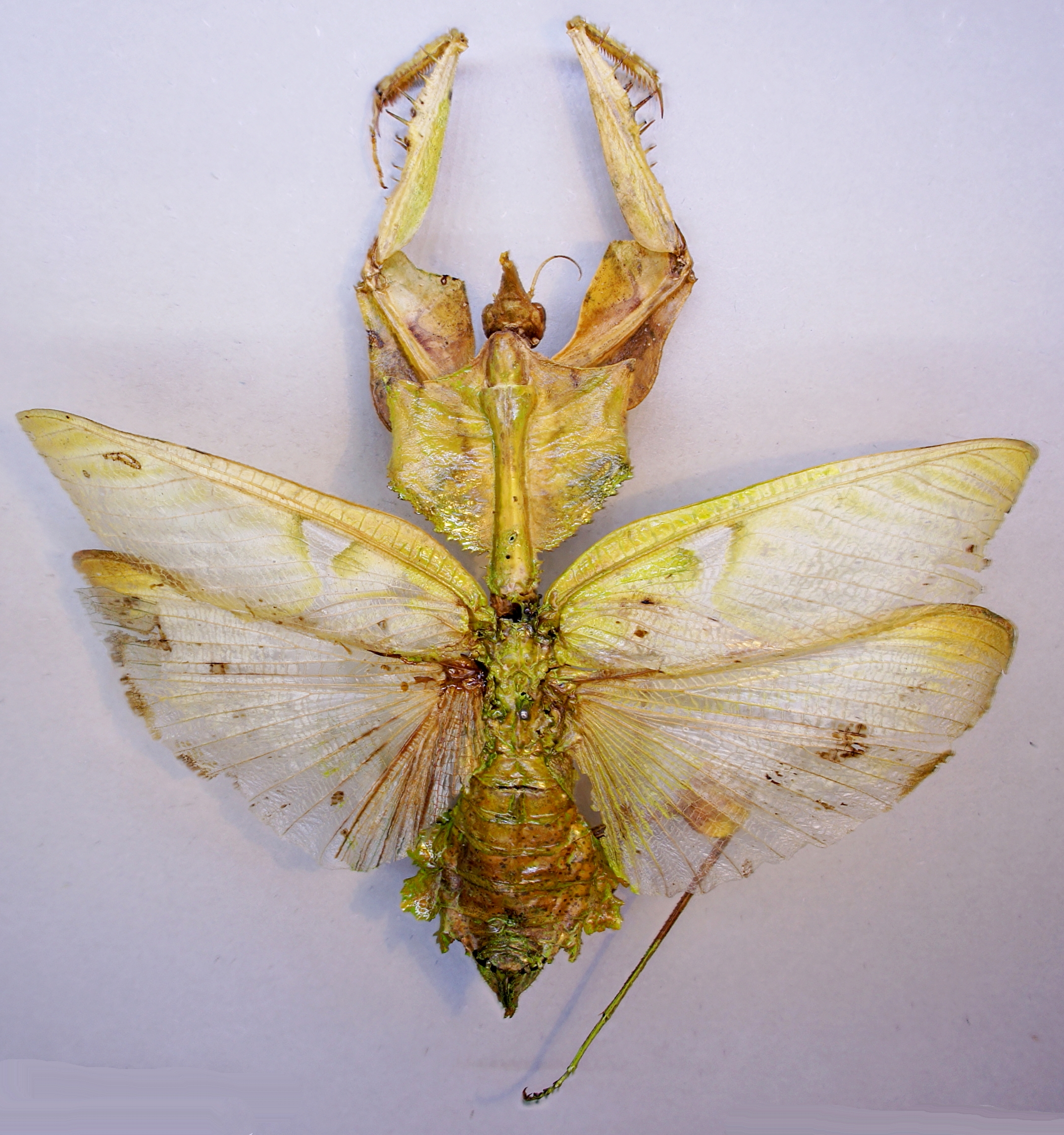
Idolomantis diabolica aus der Zoologischen Staatssammlung München